# Matematikai analízis
Az analízis vagy függvénytan a matematika egyik részterülete, amely a függvények vizsgálatával (analízisével) foglalkozik.
Fő területei például a numerikus, komplex és a valós analízis, ezen belül a differenciálszámítás, az integrálszámítás, a határértékek számítása, és a differenciálegyenletek elmélete; végtelen sorok, sorozatok; a metrikus terek elmélete és általában a topológia bizonyos ágai, az analitikus rendszerelmélet, a funkcionálanalízis.

## Története
A mai matematikai analízis kezdetei a tudományos forradalom időszakára, a 17. századra datálhatóak. Ugyanakkor sok alapelv visszakövethető egészen korai matematikusokhoz. A korai felhasználásra és eredményekre példa a korai görög matematika: a végtelen mértani sorok már Zénon egyik paradoxonában is feltűnnek. Későbbi görög matematikusok, mint Eudoxosz és Arkhimédész az ún. kimerítéses eljárásaikban ezeket az eljárásokat konkrétan felhasználták, például hogy kiszámítsák testek felületét és térfogatát. Ázsiában kínai matematikusok a kimerítési eljárást alkalmazták, hogy meghatározzák a kör területét (i. e. 3. század). Cu Csung-cse az 5. században olyan módszert alkalmaztott a gömb térfogatának meghatározásához, amely később a Cavalieri-elv néven vált ismertté.
Indiában, a 12. században Bhaskara példákat adott a derivált kiszámítására, és kimondta a ma Rolle-tétel néven ismert állítást.
A 14. században Szangamagrámi Mádhava kifejlesztette a végtelen sorba fejtés technikáját és a hatványsorokat, valamint bizonyos szögfüggvényekre vonatkozóan alkalmazta a Taylor-sorokat. Ezzel párhuzamosan azt is meghatározta, hogy mekkora a hiba nagyságrendje, ha a sorba fejtést csak egy bizonyos pontig végezzük el. Követői egészen a 16. századig dolgoztak munkája továbbfejlesztésén.
A mai modern analízis alapjait a 17. századi Európában rakták le. Newton és Leibniz egymástól függetlenül kifejlesztették az infinitezimálisokra épülő analízist, ami később – egészen a 18. századig – olyan ágakként fejlődött tovább, mint a variációanalízis, a differenciálegyenletek és a Fourier-analízis.
A 18. században Euler bevezette a ma használatos függvény fogalmát. Ezután a valós függvények analízise elkezdett különválni az analízis más részeitől. Ennek első lépése, hogy Bolzano 1816-ban megalkotta a ma is használatos folytonosság definícióját. Ugyanakkor Bolzano munkája egészen az 1870-es évekig széles körben ismeretlen maradt. 1821-ben Cauchy megkezdte az analízis szigorú formalizálását azzal, hogy első lépésként elutasította az úgynevezett algebra általánossága elvét, amelyet korábban elterjedten alkalmaztak az analízisben, például Euler is. Ehelyett Cauchy formalizálta az analízist, geometriai elvekre és infinitezimálisokra építve azt. Így az ő folytonosság definíciója azt követelte meg, hogy egy x infinitezimális változásához y-nak is infinitezimális változása tartozzék. Bevezette a Cauchy-sorozatokat is, és elkezdte kidolgozni a formális definíciókra épülő komplex analízist. Poisson, Liouville, Fourier és mások pedig a parciális differenciálegyenleteket tanulmányozták. Ezen és más matematikusok, mint Weierstrass együttműködése vezetett a határérték ma használt (ε, δ)-ás definíciójához, vagyis a mai modern analízis alapjához.
A 19. század közepén Riemann bevezette a saját integrálelméletét. A század vége felé Weierstrass, aki úgy gondolta, hogy a geometriai bizonyítások nem kielégítőek – vagy egyenesen félrevezetőek –, bevezette a határérték (ε, δ)-ás definícióját. Ezután a figyelem középpontjába a valós számok teljessége került. Dedekind a valós számokat Dedekind-vágással (Dedekind-szelet) vezette be, amely definíciójából következően teljes. Ezzel egy időben megindult a valós Riemann-integrálható függvények tulajdonságainak vizsgálata a szakadások tekintetében.
Az extrém és a szélső esetek is tárgyalásra kerültek, mint például az olyan függvények, amelyek mindenhol folytonosak, de sehol sem differenciálhatók; sehol nem folytonos függvények, térkitöltő görbék. Ezzel kapcsolatban Jordan bevezette a saját mértékét, Cantor pedig kifejlesztette a naiv halmazelméletet. A 20. század elején az analízist a halmazelmélet segítségével formalizálták. Lebesgue "rendet tett" a mértékek tekintetében, míg Hilbert az integrálegyenletek megoldásához bevezette a Hilbert-tereket. 1920-ban pedig Banach megalkotta a funkcionálanalízist.

## Fontos fogalmak

### Metrikus tér
A metrikus tér olyan halmaz, amelyen értelmezett egy távolságfüggvény (metrika), amely kielégít bizonyos kritériumokat.
Az analízis kifejlesztésének nagy része különféle metrikus terekben zajlott pl.: a valós számegyenesen, a komplex számsíkon, euklidészi terekben, és más vektorterekben.
Matematikailag a metrikus tér egy rendezett pár {\displaystyle (M,d)} ahol {\displaystyle M} egy halmaz és {\displaystyle d} a halmazon értelmezett metrika, ami egy kétváltozós nemnegatív valós értékű függvény, vagyis:
{\displaystyle d\colon M\times M\rightarrow \mathbb {R} }
úgy, hogy a következők teljesülnek bármely {\displaystyle x,y,z\in M}-re:
1. {\displaystyle d(x,y)\geq 0}     (nemnegativitás),
2. {\displaystyle d(x,y)=0\,} akkor és csak akkor ha {\displaystyle x=y\,}
3. {\displaystyle d(x,y)=d(y,x)\,}     (szimmetria) és
4. {\displaystyle d(x,z)\leq d(x,y)+d(y,z)}     (háromszög-egyenlőtlenség) .

## Fő ágak

### Valós analízis
A valós analízis a matematikai analízis azon ága amely valós függvények (valós értékű, valós argumentumú függvények) vizsgálatával foglalkozik. Különösen ezen függvények analitikus tulajdonságait vizsgálja ideértve sorozatok konvergenciáját, határértékét folytonosságát, és egyéb tulajdonságokat.

### Komplex analízis
A komplex analízis komplex függvények analízisével foglalkozik.

### Funkcionálanalízis
A funkcionálanalízis alapja a vektorterek megjelenésével jelent meg, pl.: belső szorzat, norma, topológia és a lineáris operátorok. A funkcionálanalízis történetileg a függvényterek vizsgálatából alakult ki, ill. fontos szerepe volt a Fourier-transzformáció vizsgálatának is.

### Mértékelmélet
A mérték egy függvény amely halmazokhoz rendel számokat úgy, hogy a szám összefüggésben áll valamilyen módon a halmaz "nagyságával". Vagyis a mérték olyan fogalmak általánosításának feleltethető meg mint a hosszúság, terület, és térfogat. Egy különösen fontos példa a Lebesgue-mérték.
A hozzárendelt számnak nemnegatív valós számnak kell lennie vagy +∞-nek. Az üres halmaz mértéke kötelezően 0., és teljesülnie kell a σ-additivitásnak. Az úgynevezett nem mérhető halmazok létezése az euklideszi térben ekvivalens az axiomatikus halmazelmélet (ZF) kiválasztási axiómájával.

## Alkalmazások

### A fizikában
A klasszikus mechanika nagy része a relativitáselmélet, és a kvantummechanika is az analízisre épül, pontosabban a differenciálegyenletekre. Differenciálegyenlet például Newton második törvénye és a Schrödinger-egyenlet.
A funkcionálanalízis szintén fontos eleme a kvantummechanikának.

## Fordítás
Ez a szócikk részben vagy egészben  a   Mathematical analysis című angol Wikipédia-szócikk fordításán alapul.  Az eredeti cikk szerkesztőit annak laptörténete sorolja fel. Ez a jelzés csupán a megfogalmazás eredetét és a szerzői jogokat jelzi, nem szolgál a cikkben szereplő információk forrásmegjelöléseként.